# Tuyệt chủng sinh thái

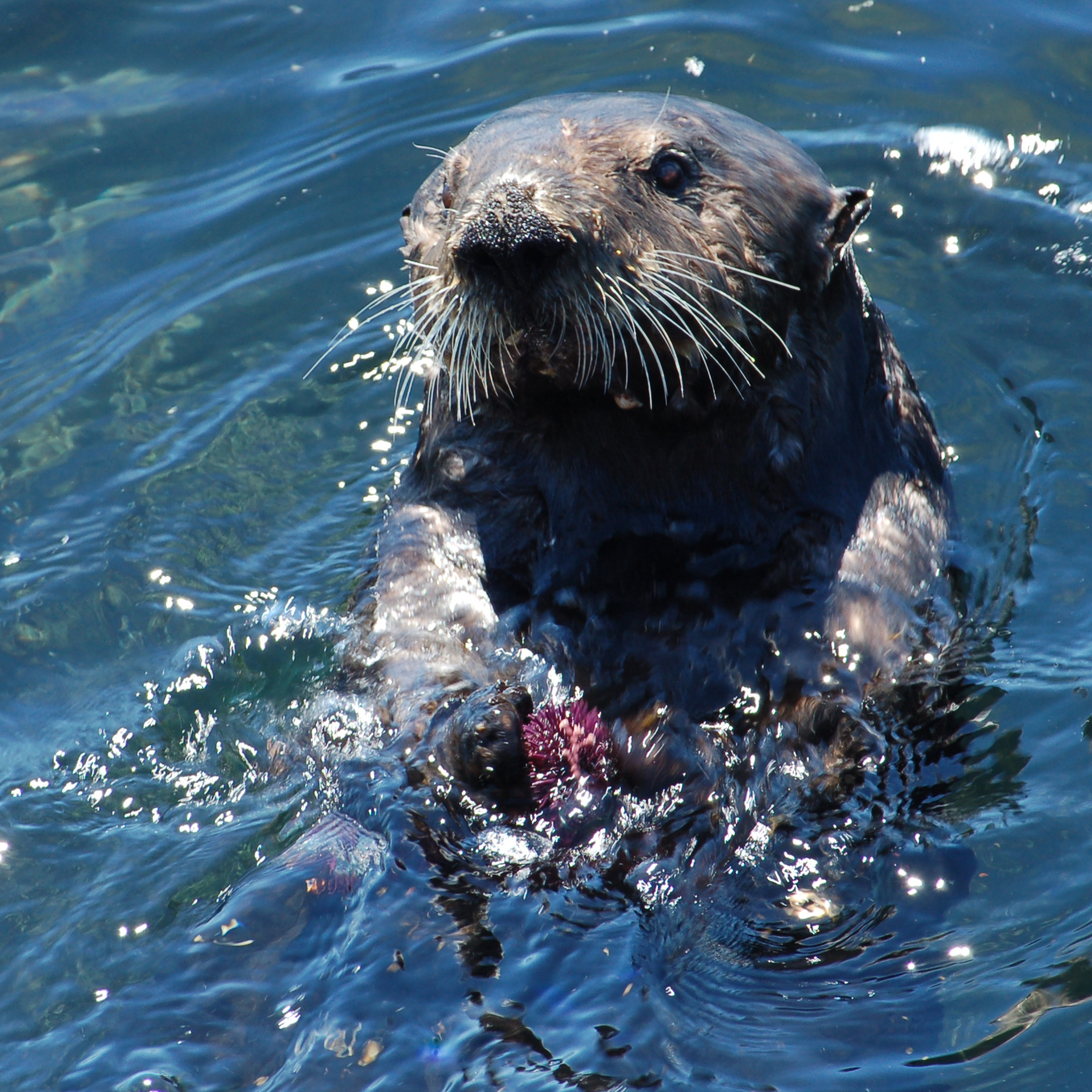
Một con rái cá biển đang ăn nhím biển, chúng sẽ kiểm soát nhím biển cho những khu rừng rảo bẹ phát triển

Tuyệt chủng sinh thái (Ecological extinction) được định nghĩa là "sự suy giảm về mức độ phong phú của một loài xuống đến thấp đến mức dù loài đó vẫn còn tồn tại trong quần xã nhưng không còn tương tác đáng kể với các loài khác", nói một cách khác là sự tuyệt chủng sinh thái sẽ xảy ra đối với một loài khi số lượng còn lại của giống loài đó thấp đến mức không còn đóng vai trò gì đối với hệ sinh thái. Sự tuyệt chủng sinh thái là đáng chú ý bởi vì đây là biểu hiện của sự tương tác trong hệ sinh thái của một loài có vai trò quan trọng đối với công tác bảo tồn. Những nhà bảo tồn tuyên bố rằng "trừ khi loài đó tương tác đáng kể với các loài khác trong cộng đồng (ví dụ: nó là kẻ săn mồi quan trọng, đối thủ cạnh tranh, loài cộng sinh, đóng vai trò tương hỗ hoặc là con mồi) thì sự mất mát của nó có thể dẫn đến sự phong phú và cấu trúc quần thể của các loài khác ít hoặc không điều chỉnh được" Quan điểm này xuất phát từ mô hình trung hòa của các quần xã giả định rằng có rất ít hoặc không có tương tác trong các loài trừ khi được chứng minh khác. Theo Estes, Duggins và Rathburn (1989) nhận ra hai kiểu tuyệt chủng riêng biệt khác, đó là:
- Sự tuyệt chủng toàn cầu được định nghĩa là "sự biến mất phổ quát của một loài"[1]
- Sự tuyệt chủng cục bộ được đặc trưng bởi "sự biến mất của một loài khỏi một phần phạm vi tự nhiên của nó"[1]

Robert Paine (1969) lần đầu tiên đưa ra khái niệm về loài chủ chốt trong khi nghiên cứu ảnh hưởng của sao biển ăn thịt Pisaster ochraceus đối với sự phong phú của động vật chân bụng ăn thực vật là Tegula funebralis. Nghiên cứu này diễn ra trong môi trường sống bãi triều đầy đá ngoài khơi bờ biển Washington, theo đó, Robert Paine đã loại bỏ tất cả con sao biển Pisaster trong các ô nuôi cỡ 8mx10m hàng tuần trong khi ghi nhận phản ứng của loài Tegula trong hai năm. Ông nhận thấy rằng việc loại bỏ động vật ăn thịt hàng đầu, trong trường hợp này là Pisaster đã làm giảm số lượng loài trong các ô thí nghiệm do đó, Paine đã định nghĩa khái niệm về loài chủ chốt là loài có ảnh hưởng không cân đối đến cấu trúc quần xã của môi trường liên quan đến tổng sinh khối của nó. Hiệu ứng loài chủ chốt này tạo cơ sở cho khái niệm về sự tuyệt chủng sinh thái.

## Ghi nhận
Estes và cộng sự của ông vào năm 1978 đã đánh giá vai trò tiềm năng của rái cá biển là loài săn mồi chủ chốt trong các khu rừng tảo bẹ gần bờ. Họ so sánh các hòn đảo Rat và đảo Near ở quần đảo Aleutian để kiểm tra xem "hoạt động săn bắt của rái cá biển kiểm soát các quần thể động vật không xương sống sống phụ sinh (cụ thể là nhím biển) và tuần tự giải cứu thảm thực vật khỏi việc bị nhấm nháp một cách dữ dội" Estes và các đồng nghiệp của ông phát hiện ra rằng cấu trúc kích thước và mật độ khác nhau của nhím biển có mối tương quan với sự hiện diện của quần thể rái cá biển, và bởi vì chúng là con mồi chính của loài săn mồi chủ chốt này, nên rái cá biển rất có thể là yếu tố quyết định sự khác biệt ở biển quần thể nhím biển.
Với mật độ rái cá biển cao, những động vật ăn thực vật là các loài nhím biển trong rừng tảo bẹ này bị ức chế một cách khá nghiêm trọng, và điều này làm cho sự cạnh tranh giữa các loài tảo trở thành yếu tố quyết định chính trong sự tồn tại của chúng. Tuy nhiên, khi rái cá biển vắng bóng hoặc tồn tại một cách ít ỏi, thì những con nhím biển ăn tảo đã phát triển mạnh mẽ đến mức sức ăn của chúng đã làm tàn lụi của quần thể rừng tảo bẹ. Sự mất đồng thời này làm mất môi trường sống cho cả quần thể cá và đại bàng sống phụ thuộc vào môi trường rừng tảo bẹ giàu tài nguyên. Lịch sử khai thác quá nhiều lông rái cá biển đã hạn chế nghiêm trọng môi trường sống rộng lớn từng có của chúng, và chỉ ngày nay các nhà khoa học mới bắt đầu nhìn thấy tác động của những cuộc tuyệt chủng cục bộ này. Công việc bảo tồn cần tập trung vào việc tìm ra ngưỡng mật độ khiến rái cá biển trở thành một quần thể có hiệu quả trong cân bằng sinh thái. Sau đó, nó phải tiếp tục và tái tạo nhân tạo phạm vi lịch sử của rái cá biển để tạo điều kiện cho các quần xã rừng tảo bẹ được tái lập
Loài tôm hùm gai California hay còn gọi là Panulirusrupus chính là một ví dụ khác về loài săn mồi then chốt có vai trò tạo ra sự khác biệt trong việc duy trì sự đa dạng của loài trong môi trường sống của nó. Robles (1987) đã chứng minh bằng thực nghiệm rằng việc loại bỏ những quân thể tôm hùm gai ra khỏi môi trường sống vùng bãi triều dẫn đến sự thống trị cạnh tranh của các loài trai vẹm (Mytilus edulis và Mytilus californianus). Kết quả này cho thấy một ví dụ khác về sự tuyệt chủng sinh thái của một loài săn mồi chủ chốt có thể làm giảm sự đa dạng của loài trong một hệ sinh thái. Thật không may, ngưỡng tuyệt chủng sinh thái đã qua từ lâu do việc đánh bắt quá mức hiện nay và nhiều vụ tuyệt chủng cục bộ của tôm hùm gai California đã là sự phổ biến
Jackson và cộng sự (2001) đã đưa ra một quan điểm lịch sử rất cần thiết về vai trò của sự tuyệt chủng sinh thái do đánh bắt quá mức những con hàu ở Vịnh Chesapeake. Đánh bắt hàu thương mại đã không ảnh hưởng đến hệ sinh thái vịnh này cho đến khi các phương pháp nạo vét cơ học để thu hoạch hàu đã được đưa vào sử dụng vào những năm 1870. Vịnh Chesapeake ngày nay đang bị tắc nghẽ do hiện tượng phú dưỡng do tảo nở hoa, và kết quả là nồng độ nước ở đây thiếu oxy rất cao. Những đợt nở hoa của tảo này đã cạnh tranh sinh học và loại trừ bất kỳ loài nào khác sống sót được trong vịnh này, bao gồm sự đa dạng phong phú trong đời sống động vật từng phát triển mạnh mẽ như cá heo, lợn biển, rái cá sông, rùa biển, cá sấu, cá mập và cá đuối, ví dụ này nhấn mạnh sự mất đa dạng từ trên xuống của hoạt động đánh bắt cá thương mại đối với các hệ sinh thái biển bằng cách loại bỏ các loài cơ bản của môi trường. 

## Loài xâm lấn
Novaro và cộng sự. (2000) đã đánh giá khả năng tuyệt chủng về mặt sinh thái của loài lạc đà Guanaco (Lama guanicoe) và loài Đà điểu Nam Mỹ nhỏ (Pterocnemia pennata) như một nguồn tài nguyên, là con mồi cho các loài ăn tạp và động vật ăn thịt bản địa ở Patagonia thuộc Argentina. Các loài bản địa này đang được thay thế bằng các loài du nhập như thỏ châu Âu, hươu đỏ và gia súc thuần hóa; thiệt hại tích tụ từ các loài động vật ăn cỏ gia tăng từ các loài du nhập cũng đã góp phần đẩy nhanh sự phá hủy các môi trường sống trên thảo nguyên và đồng bằng Nam Mỹ vốn đã suy yếu của Argentina. Đây là nghiên cứu đầu tiên tính đến một số lượng lớn các loài động vật ăn thịt đa dạng, từ chồn hôi đến báo sư tử (báo nâu), cũng như tiến hành cuộc khảo sát của chúng tại các khu vực không được bảo vệ, đại diện cho phần lớn miền nam Nam Mỹ.
Novaro và các đồng nghiệp của ông phát hiện ra rằng toàn bộ tập hợp động vật ăn thịt bản địa chủ yếu dựa vào các loài du nhập để săn mồi. Họ cũng gợi ý rằng các loài Đà điểu Nam Mỹ nhỏ và lạc đà Guanaco đã vượt qua mật độ sinh thái hiệu quả của chúng như một con mồi và do đó đã bị tuyệt chủng về mặt sinh thái. Có thể là các hốc sinh thái của các loài du nhập làm động vật ăn cỏ quá gần với các hốc sinh thái của các loài bản địa (chức năng, vị trí, chế độ ăn tương tự nhau) và do đó cạnh tranh là nguyên nhân chính dẫn đến sự tuyệt chủng sinh thái. Tác động của sự ra đời của các đối thủ cạnh tranh mới, chẳng hạn như hươu đỏ và thỏ hoang du nhập, cũng làm thay đổi thảm thực vật trong môi trường sống, điều này có thể làm tăng cường độ cạnh tranh rõ rệt hơn. Lạc đà Guanaco và Đà điểu Nam Mỹ nhỏ được xếp vào nhóm có nguy cơ tuyệt chủng thấp trên toàn cầu, nhưng quan điểm đơn giản về quần thể học của chúng không tính đến việc chúng đã tuyệt chủng về mặt chức năng ở Patagonia thuộc Argentina. Novaro và các đồng nghiệp của ông cho rằng "sự mất mát này có thể có tác động mạnh mẽ đến tương tác động thực vật, động lực dinh dưỡng và chế độ xáo trộn" Đây là một ví dụ điển hình cho thấy chính sách bảo tồn hiện tại đã thất bại trong việc bảo vệ các loài dự kiến vì về sự thiếu vắng một định nghĩa đúng đắn về mặt chức năng cho sự tuyệt chủng.
Cơ chế phát tán hạt giống đóng một vai trò cơ bản trong việc tái tạo và tiếp tục cấu trúc quần xã, và một nghiên cứu gần đây của Christian (2001) đã chứng minh sự thay đổi thành phần của quần xã thực vật ở các vùng cây bụi ở Nam Phi sau cuộc xâm lấn của kiến Argentina (Linepithema humile). Kiến phân tán tới 30% hệ thực vật trong các vùng đất cây bụi và rất quan trọng đối với sự tồn tại của cây fynbos vì chúng chôn những hạt lớn tránh khỏi nguy cơ bị ăn mất và hỏa hoạn, việc chúng chôn dấu hạt giống cũng rất quan trọng, vì gần như tất cả sự nảy mầm của hạt đều diễn ra trong mùa đầu tiên sau khi hỏa hoạn. Kiến Argentina, một kẻ xâm lấn gần đây, không phát tán dù chỉ là những hạt nhỏ. Christian đã kiểm tra xem sự xâm lấn của kiến Argentina có ảnh hưởng khác biệt đến động vật hay không. Ông phát hiện ra rằng việc kén chọn hệ thực vật hạt lớn sau khi cháy đã bị giảm một cách không cân đối đối với các hạt lớn ở những địa điểm đã bị kiến Argentina xâm chiếm. Hậu quả của sự thay đổi cấu trúc quần xã này làm nổi bật cuộc đấu tranh cho sự phân tán của hệ thực vật hạt lớn vì kiến là loài phân tán hạt giống sinh thái chính trên toàn cầu